# كيث إليسون
كيث إليسون (بالإنجليزية: Keith Ellison، ولد في 4 أغسطس 1963 م في ديترويت) هو محامي أميريكي ونائب رئيس اللجنة الوطنية للحزب الديمقراطي منذ عام 2017 وهو في سن التاسعة عشر، وهو أول نائب ديمقراطي مسلم في الكونغرس الأمريكي عن ولاية مينيسوتا، حيث فاز بعضوية المجلس في انتخابات شهر نوفمبر 2006.
لاحقا، أعلن إليسون أنه منفتح على المطالب الرامية ببدء عملية سحب الثقة من الرئيس دونالد ترامب، قائلاً «"قام دونالد ترامب بالفعل بعدد من الأشياء التي تثير بشكل مشروع مسألة العزل"».
في 31 مايو 2020، قبل إليسون طلب حاكم ولاية مينيسوتا تيم فالز بتولي منصب المدعي العام الخاص في قضية جورج فلويد. بعد ثلاثة أيام، اتهم مكتب إليسون ديريك تشوفين، الضابط الذي ركع على عنق فلويد، بجريمة القتل من الدرجة الثانية وهي تهمة أكثر خطورة من التهم الأولية بالقتل من الدرجة الثالثة والقتل الخطأ من الدرجة الثانية التي وجهها له سابقا محامي مقاطعة هينيبن مايكل فريمان. واتهم إليسون أيضًا الضباط الثلاثة الآخرين في مكان الحادث، والذين لم يكن مكتب فريمان قد اتهمهم في الأصل، بالمساعدة والتحريض على القتل من الدرجة الثانية والقتل الخطأ.

## طريق السياسة
إليسون هو أول نائب مسلم انتخبه الأميركيون في عام 2006 لعضوية الكونغرس الأميركي، وقد ترشح عن الحزب الديمقراطي. كما إنه أول أمريكي من أصل أفريقي يفوز بعضوية مجلس النواب المحلي في ولاية مينيسوتا في عام 2002.
وقد شدد خلال حملته الانتخابية على ضرورة انسحاب القوات الأميركية فورا من العراق، كما أبرز اهتمامه بقضايا بيئية وبحقوق المثليين.
واجه مشكلة كبيرة في أداء القسم عندما طلب منه بعض الجمهوريين أداء القسم واضعا يده على الإنجيل بدلا من القرآن، ولكنه أخيرأ أقسم واضعآ يده على القرآن كما عرضت ذلك الفضائيات.
ومع أنه لم يبرز انتماءه الديني خلال حملته، هاجمه عدد من المدونين الجمهوريين المحافظين قبل الانتخابات على خلفية علاقته بحركة أمة الإسلام.
نظرة خاطفة إلى موقع إليسون الانتخابي تكشف مواقف واضحة من حرب العراق، كما تبرز عددا من الآراء حول حقوق الأقليات، وحقوق المرأة بالإجهاض تتعارض بشدة مع مواقف اليمين الديني الذي يتمتع بنفوذ واسع في إدارة الرئيس الأميركي جورج دبليو بوش.

### الانسحاب من العراق

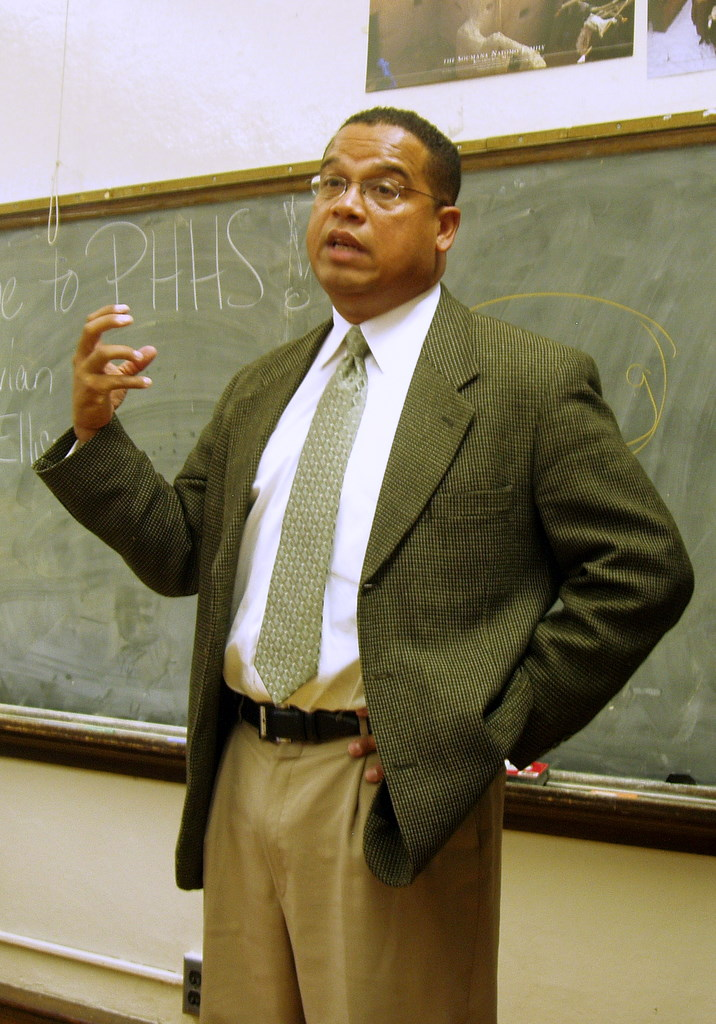
كيث إليسون خلال حملته الانتخابية عام 2006

فيما يتعلق بالعراق، يقول إليسون على موقعه: «سوف أناضل من أجل انسحاب أميركي فوري من العراق ومن أجل جهد دولي لإعادة البناء.»
ويصف السياسة الأميركية في العراق بأنها «فشل كارثي،» مضيفا: «البعض يطالب بزيادة عدد الجنود، والبعض يطالب بالمزيد من الأموال. البعض يطالب بجدول زمني للانسحاب. الواقع هو أن السياسة الصحيحة الوحيدة بالنسبة للعراق هي الانسحاب الفوري لكل الجنود الأميركيين.»
كما يعتبر أن «وجود الجيش الأميركي (في العراق) هو العائق الأكبر أمام السلام الذي يقول إنه يحاول تحقيقه.» ويمضي مطالبا بـ«وقف أعمال البناء للقواعد الأميركية الدائمة وإعادة جميع الموارد الطبيعية العراقية للعراقيين والسماح للشعب العراقي أن يحدد مصيره بنفسه.» ويتناول الفضائح التي لاحقت الجيش الأميركي في العراق كفضيحة أبو غريب قائلا: «...مع كل فظاعة جديدة، نتحول نحن إلى الشر الذي ندينه.» لكنه يصر في الوقت نفسه أن الانسحاب العسكري من العراق لا يعني أن واشنطن «ستتخلى عنه نهائيا» بل ستبدل استراتيجيتها من محاولة تحقيق أهدافها عسكريا إلى السبل السلمية.

### الهجرة
فيما يتعلق بالهجرة يعتبر إليسون أن «حرمان ملايين المهاجرين الذين يعملون ويدفعون الضرائب من أي سبيل لكي يصبحوا مواطنين سيجعل من الأسهل...استغلال هؤلاء العمال وتخفيض مستوى المعيشة لجميع العمال.» وتاليا فهو يؤيد قانونا يمنح «سبيلا واضحا للمواطنية لأحد عشر مليون شخصٍ (من المهاجرين غير الشرعيين) الذين هم في الولايات المتحدة الآن يعملون ويدفعون الضرائب.»

### الصراع الفلسطيني الإسرائيلي
لا يبرز إليسون موقفا مخالفا لموقف الإدارات الأمريكية المتعاقبة في هذا الشأن. فموقفه من الأزمة القائمة بين الإسرائيليين والفلسطينيين لا يختلف كثيرا عن موقف الإدارة الأميركية باستثناءات بسيطة. فهو يؤيد «خارطة الطريق» للسلام، ويعتبر أنها «السبيل الأفضل للتوصل إلى حل يشمل قيام دولتين.» كما يرى أن «حماس الآن هي تمثل العائق الأكبر أمام هذا السبيل.» ويعتبر أن على حماس «نبذ العنف والاعتراف بحق إسرائيل المطلق بالوجود سلميا...» لكي يتم الاعتراف بها كطرف شرعي للمفاوضات.
وفي حين يرى أن «الإرهاب هو العائق الأكبر أمام السلام» ويؤيد موقف الإدارة بعدم «دعم أية حكومة تتسامح مع الإرهاب أو تؤيده»، يشدد في الوقت نفسه على أنه «يجب عدم إهمال حاجات الشعب الفلسطيني الإنسانية، ويجب على الولايات المتحدة أن تدعم هذه الحاجات من خلال استخدام المنظمات غير الحكومية.»
وفي الشأن الإيراني يرى أن إيران هي «الداعم الأول للإرهاب الدولي» ويجب منعها من حياز سلاح نووي. لكنه يبدي تفضيلا واضحا للسبل الدبلوماسية في ذلك.
ويذكر انه من الموقعين على وثيقة تطالب بإطلاق سراح الجندي الإسرائيلي جلعاد شاليط.

### أمة الإسلام
ومع أن إليسون لم يبرز هويته الدينية خلال الحملة، إلا أنه تعرض لهجمات على خلفية علاقته بمنظمة «أمة الإسلام» وهي متهمة بالعنصرية ومعاداة السامية. وقام مدونون محافظون بالتركيز على تلك العلاقة والزعم أن الإعلام التقليدي أهملها ولم يقم بإلقاء الضوء عليها أثناء الحملة. وفي أول انتقاد حاد على موقع إل جي إف اليميني المتطرف، أبرز المدون موقف إليسون من العراق وقال: «سوف يحتفلون في غزة يوم غد.» لكن إليسون من جهته أدان جماعة «أمة الإسلام» وقال إنه لم يكن يدرك مواقف زعيمها بالكامل.

### إهانة
اضطر عضو مجلس النواب الأمريكي السيناتور الجمهوري بيل سالي إلى تقديم اعتذار لزميله المسلم السيناتور كيث إليسون بسبب التعليقات التي صدرت عنه وادعى فيها أن مؤسسي أمريكا الأوائل كانوا سيرفضون وجود أعضاء مسلمين في الكونغرس. وكانت قد تسببت هذه التصريحات المهينة في زوبعة داخل الأوساط السياسية، ودعا السيناتور الديمقراطي ريتشارد ستالينجس سالي إلى تقديم اعتذار عما صدر عنه أو تقديم استقالته. 